# Буддизм в Камбодже

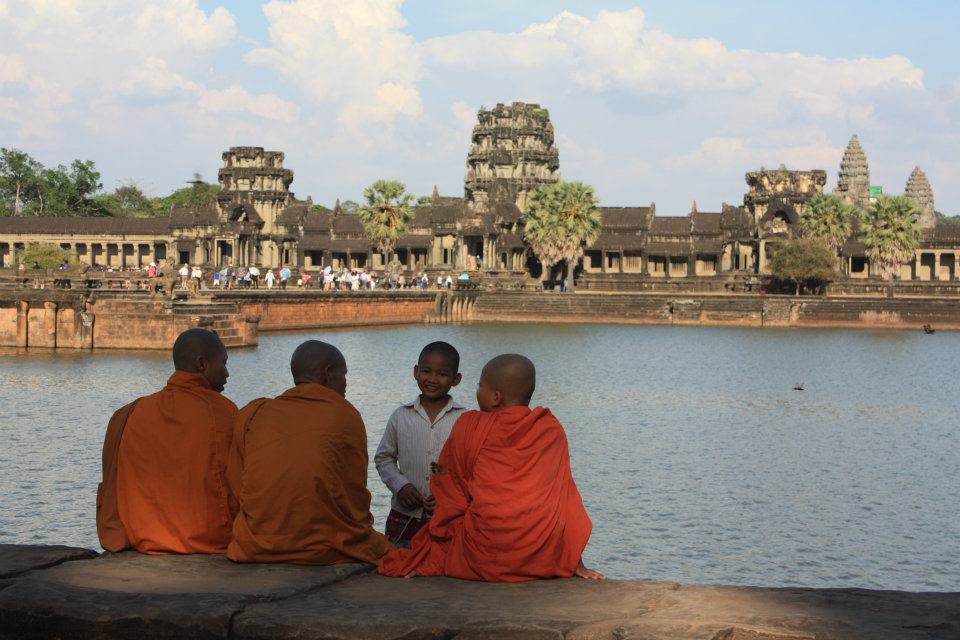
Буддийские монахи возле Ангкор-Ват

Буддизм направления тхеравада является государственной религией Камбоджи, по всей стране находится около 4390 храмов. Традиции и повседневная жизнь подавляюще й части населения тесно связаны с буддизмом. Большинство монастырей в стране принадлежало монашескому ордену Маханикай, хотя особым королевским покровительством пользовался менее крупный, но более влиятельный элитарный реформистский орден Тхаммаютникай. В 1975 году, с приходом к власти режима «красных кхмеров», на отправление всех религиозных культов был наложен запрет, который сохранялся вплоть до 1979 года. Тем не менее, с тех времён буддизм пережил возрождение, вновь заняв прочные позиции. В Камбодже действует 4392 буддийских монастыря (вата), а также существует тесная связь между буддизмом, как религиозным верованием, кхмерскими культурными традициями и повседневной жизнью людей. Приверженность Камбоджи к буддизму считают особенностью этнической и национально-культурной специфики страны. По состоянию на 2013 год 97,9 % населения страны являются буддистами.

## История проникновениябуддизма
(В соответствии с В. И. Корнев «Буддизм в Камбодже» // Буддизм. Словарь. М., 1992)
Первым индуистским государством Юго-Восточной Азии в I век н. э. было Кхмерское королевство Бапном (Кампучия). Его власть распространялась на Кампучию, Южный Вьетнам, Таиланд, Малайский полуостров. К концу IV века в этом регионе широко распространились Махаяна, индуизм, а также, в некоторой степени, Тхеравада. Затем последовал период упадка, Но буддизм, преимущественно махаянистского толка, сохранял популярность среди народа, в равной степени признававшего культы будд, бодхисаттв и индийских божеств.
После упадка Бапнома господствующее положение заняло государство Ченла, столица которого находилась на территории современного Лаоса. В Ченле поддерживалась гармония между индуистскими религиями и буддизмом до конца VII века, затем там возник культ воинств, божества Харихары (единство Вишну и Шивы), развитый уже в Ангкорской империи (IX—XIV века) до чрезвычайно сложного культа дева-раджи («бога-царя»). Культ дева-раджи был сочетанием культа предков и культа духов земли с тантрическими представлениями о божественной силе и мощи государя в сочетании с основными чертами шиваизма и частично вишнуизма. Олицетворением этого культа стал храм Шивы, построенный в центре царской резиденции, но так как царь считался одним из великих бодхисаттв, то махаяна получила должное место в культе дева-раджи, включавшего обожествление царских предков.

## Развитиебуддизма
С X века начинается монументальное храмовое строительство, призванное отразить величие «бога-царя», создаются целые храмовые города, типа Ангкор-Вата, на окраинах Яшодхарапуры — столицы Ангкорской империи. Поскольку в культе «бога-царя» буддизм выполнял определённые функции, то высшее буддийское духовенство имело свою роль в этой политической системе, однако благополучие сангхи во многом зависело от вероисповедания царя. Если царь был буддистом, то сангха процветала, если шиваитом — подвергалась гонениям; при царе-вишнуите чаще всего проводилась политика мирного сосуществования религий.
По мере усиления феодальных кланов и обострения соперничества между ними культ «бога-царя» стал утрачивать своё централизующее значение; одновременно возрастала идеологическая роль буддизма. Это проявлялось в переориентации культа дева-раджи на буддийский культ «царя-бодхисаттвы» со всеми вытекающими отсюда социальными и культурными последствиями. При царе Джаявармане VII (правил в 1181—1220) стали усиливаться позиции тхеравады, символом мощи монарха стали не линги, а храм будды Локешвара — Байон, построенный в центре столицы. С конца XIII века тхеравада становится господствующей религией: появилось множество монастырей, образование перешло в руки монахов, возросла интенсивность культурно-религиозных контактов кхмеров с ланкийскими, тайскими, лаосскими государствами, санскритская литература была частично вытеснена палийской.
С середины XIV века начались длительные войны с Аютией (Сиам) и в XVIII веке ослабевшее кхмерское государство оказалось в вассальной зависимости от Сиама. Во второй половине XIX века Камбоджа стала объектом колониальных притязаний Франции, и по договору 1867 Сиам официально признал протекторат Франции над Камбоджей. Так как французская администрация сохранила королевский дом, то позиции тхеравады как господствующей религии сохранились.
После восстановления государственного. суверенитета Камбоджи (1953) было создано Народно-социалистическое сообщество (Сангкум, что в переводе с кхмерского значит «Надежда»), которое возглавило политическую и общественную жизнь страны. Политическая программа Сангкума базировалась на принципах «кхмерского буддийского социализма», предложенных принцем Нородомом Сиануком и разработанных его соратниками.

## Современное состояниебуддизма
До «культурной революции» Пол Пота в стране было около 3 тысяч монастырей и храмов, 55 тысяч членов сангхи.
Полпотовская клика причислила монахов к третьей, низшей категории населения, которая в большей степени, чем другие, подвергалась репрессиям и физически уничтожалась. Большинство монахов было истреблено, немногим удалось бежать из страны. В январе 1979 была создана Ассоциация монахов за национальное спасение Камбоджи. После создания Народной Республики Кампучии правительство приняло энергичные меры по восстановлению кхмерской сангхи и возрождению буддизма.
В 1989 буддизм был объявлен государственной религией Камбоджи.